# Michaela Ehrenstein
Michaela Ehrenstein ist eine österreichische Schauspielerin, Chansonsängerin, Regisseurin und Theaterleiterin. Seit dem 1. Januar 2010 ist sie Direktorin der Freien Bühne Wieden in Wien.

## Leben und Karriere
Michaela Ehrenstein absolvierte ihre schulische Ausbildung mit Auszeichnung am Sigmund-Freud-Gymnasium in Wien. Anschließend studierte sie Anglistik und Romanistik an der Universität Wien und schloss mit dem Magister ab. Parallel dazu absolvierte sie eine künstlerische Ausbildung am Konservatorium der Stadt Wien in der Klasse für Operette, Musical und Singspiel, die sie mit Diplom abschloss.
Ihre ersten Bühnenerfahrungen sammelte sie am Wiener Theater Experiment, wo sie in Stücken von Albert Camus, Peter Handke und Albert Drach auftrat. Es folgten Engagements am Stadttheater Baden, wo sie in Ferdinand Raimunds Der Verschwender die Rolle der Jugend spielte, sowie an der Studiobühne Villach als Hauptdarstellerin im Musical Linie 1. Bei den Sommerspielen Grein verkörperte sie die Eve in Heinrich von Kleists Der zerbrochne Krug.
Ein dreijähriges Engagement am Stadttheater St. Pölten ermöglichte ihr die Darstellung vielfältiger Rollen, darunter Werke von Carlo Goldoni, Johann Nestroy und George Bernard Shaw. Sie spielte zudem in Musicals wie Anatevka und Meine Schwester und ich.
An der Freien Bühne Wieden trat sie unter der Direktion von Gerald Szyszkowitz in zahlreichen Uraufführungen auf, darunter Stücke von Erika Mitterer, Gerald Szyszkowitz und Matthias Mander. Sie übernahm Rollen wie die Genia in Arthur Schnitzlers Das weite Land und spielte mit Marcus Strahl in Felix Mitterers In der Löwengrube.
Im Fernsehen war sie in der Serie Stockinger mit Karl Markovics zu sehen und spielte in Das Attentat – Sarajevo 1914 unter der Regie von Andreas Prochaska die Erzherzogin Sophie. Im Kinofilm Lina (2017) verkörperte sie die Sophie von Waldegg.

## Regiearbeiten und Theaterleitung
Als Regisseurin inszenierte Ehrenstein Uraufführungen von Autoren wie Elfriede Hammerl, René Freund, Matthias Mander und Stefan Vögel. 2012 brachte sie ihr eigenes Stück Ich will! über das Leben der Friedensnobelpreisträgerin Bertha von Suttner an der Freien Bühne Wieden zur Uraufführung. Gemeinsam mit dem Komponisten Béla Fischer verfasste sie das Musical Bertha von Suttner, das 2016 mit Maya Hakvoort in der Titelrolle im MuTh konzertant aufgeführt wurde.
Von 2004 bis 2014 war sie Mitbegründerin und Intendantin der Sommerspiele Schloss Sitzenberg.
Bereits vor ihrer Ernennung zur Direktorin der Freien Bühne Wieden spielte und inszenierte Ehrenstein unter der Leitung ihres Vorgängers Gerald Szyszkowitz. Sie übernahm dessen programmatischen Stil, erweiterte jedoch das Repertoire des Theaters um selten gespielte Stücke. Unter ihrer Leitung wurden bisher über 60 Uraufführungen von österreichischen, deutschsprachigen und internationalen Autorinnen und Autoren realisiert. Dieser Fokus auf zeitgenössische Stücke macht die Freie Bühne Wieden zu einem bedeutenden Teil des kulturellen Lebens in Wien.

## Auszeichnungen
- 2015: Kulturehrenring der Gemeinde Sitzenberg-Reidling für ihre Verdienste als Intendantin der Sommerspiele Schloss Sitzenberg.[3]
- 2023: „Wiedner Rosa“[10] – Frauenpreis für herausragende Leistungen von Frauen im Bezirk Wieden (Wien).[11][10][12]

## Filmografie (Auswahl)
- 1996: Stockinger[7][13][3]
- 2014: Das Attentat – Sarajevo: Darstellung der Erzherzogin Sophie[7][4]
- 2017: Lina: Rolle der Sophie von Waldegg[7][14]

## Hörspiele (Auswahl)
- 1992: Eva Galandova: Das verschollene Dornröschen – Regie: Eva Galandova (Hörspiel – ORF Burgenland)[15]